# HD 192699 b
HD 192699 b é um exoplaneta localizado a cerca de 214 anos-luz de distância, na constelação de Aquila, que orbita a estrela HD 192699. Este planeta foi descoberto em abril de 2007, e possui massa de, pelo menos, 2,5 vezes a massa de Júpiter (MJ). Apesar de a sua distância orbital ser maior do que a da Terra, o período orbital é de menos de um ano, porque a estrela a qual orbita é mais massiva que o Sol.
A existência deste planeta em torno de uma estrela com 1,68 massas solares (M☉) fornece evidências para a existência de sistemas planetários em torno de estrelas do tipo-A.

## Leitura de apoio
- van Leeuwen, F. (2007). «Validation of the new Hipparcos reduction». Astronomy and Astrophysics. 474 (2): 653–664. Bibcode:2007A&A...474..653V. arXiv:0708.1752. doi:10.1051/0004-6361:20078357 Vizier catalog entry